# فتوحات مسلمانان

دوران خلفا
گسترش قلمرو اسلام در زمان محمد، ۶۲۲–۶۳۲
گسترش قلمرو اسلام در زمان خلفای راشدین، ۶۳۲–۶۶۱
گسترش قلمرو اسلام در زمان خلفای اموی، ۶۶۱–۷۵۰

فتوحات مسلمانان که فتوحات اسلامی نیز نامیده می‌شوند؛ در دوره محمد پیامبر دین اسلام جنگ‌هایی بود که صورت گرفت و مهم‌ترین فتح آن زمان فتح مکه و گسترش اسلام در سرزمین حجاز (نیمه غربی جزیره العرب) بود. فتوحات اسلامی از زمان خلفای راشدین آغاز شد و تا دوره عثمانیان ادامه یافت.
محمد، پیامبر اسلام با هجرت از مکه به مدینه پایه‌های سیاسی اسلام را پایه گذاشت، و برای دفاع از آن در مقابل دشمنان خود به‌خصوص مخالفان مکی ایستادگی کرد. همچنین چندین جنگ (جنگ موته و تبوک) را برای تحکیم و حفظ ثغور اسلامی با رومیان در شام داشت؛ و به دنبال صلح حدیبیه با مکیان در نهایت موفق به فتح مکه شد. از آن پس به امپراتوری‌های اطراف خود نامه فرستاد و آن‌ها را به اسلام دعوت کرد. پس از درگذشت محمد، خلیفه اول برای دفع مدعیان پیامبری و برگشتگان از اسلام جنگهای رده ترتیب داد. در زمان وی مسلمانان به سوی نبرد با رومیان و فتح شام نیز شتافتند و کنعان به دست مسلمانان درآمد. ادامه کار در زمان خلیفه دوم، عمر بن خطاب منجر به فتح دمشق و یرموک شد و هرقل شام را رها کرد و به قسطنطنیه گریخت و شام به تدریج در دست مسلمانان افتاد و تا کوه‌های توروس در آسیای صغیر پیش رفتند. اورشلیم که در آن زمان «ایلیاء» نام داشت به هنگام سفر عمر به شام از سوی اسقف اعظم تسلیم شد. از آن پس عمر به گسترش فتوحات در مصر و شمال آفریقا شتافت. در دوره پیامبر اسلام، محمد نیمه غربی شبه جزیره العرب در دست مسلمانان بود. در عهد ابوبکر تمام شبه جزیره تصرف شد.

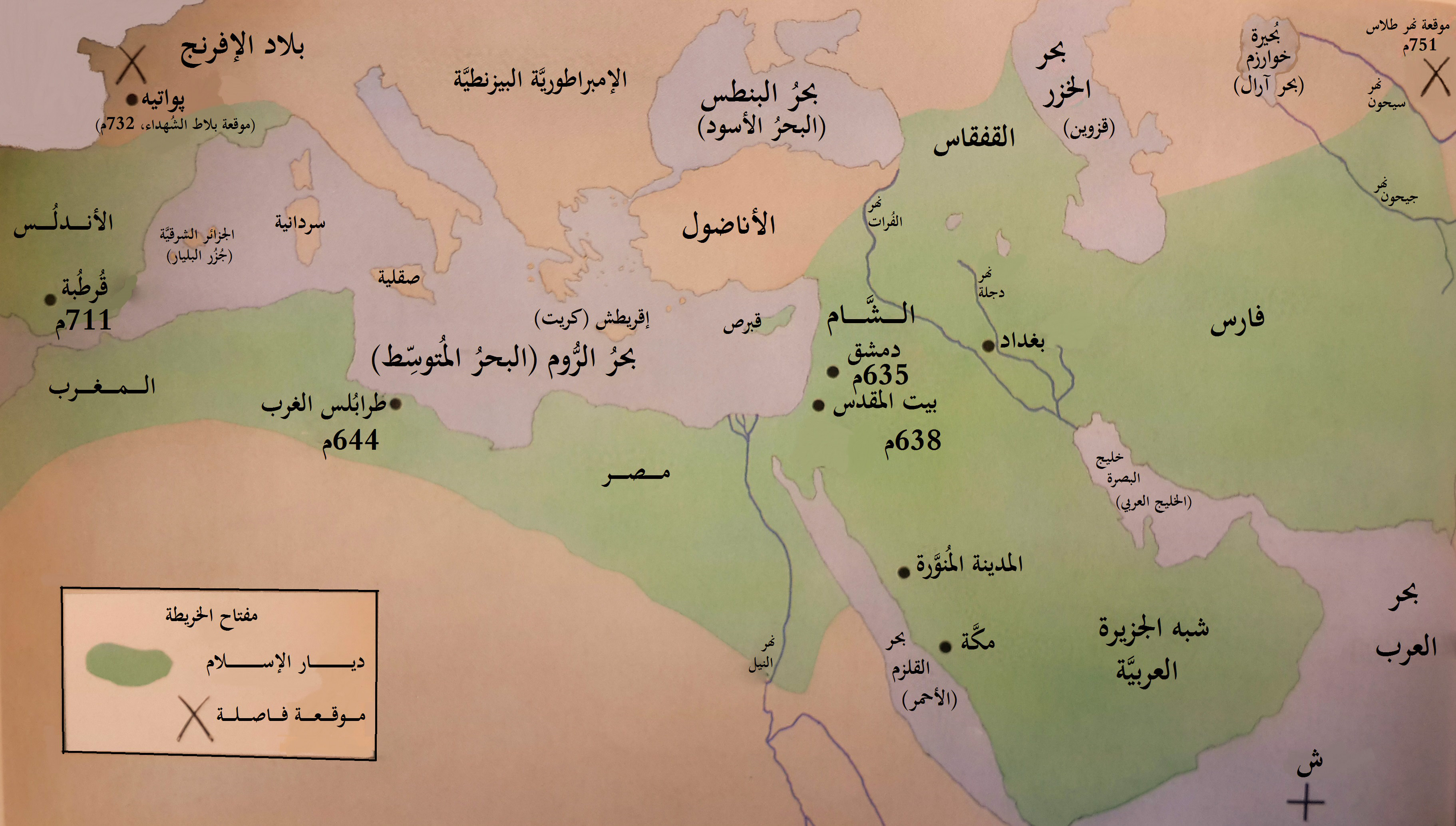

در عهد عمر مسلمانان تا فرارود (ماوراءالنهر) و شمال دریای مکران و همه ایران (به جز سواحل شمال آن سوی دیواره‌های البرز) و سرزمین عراق، شام، مصر و باریکه سواحل لیبی را متصرف شدند. در زمان عثمان، تا دریاچه آرال و کناره‌های دریای کاسپین تا دریای سیاه (شرق آسیای صغیر و جنوب قفقاز)، جنوب آسوان و قسمت اعظم سواحل لیبی متصرف شد. در دوره اموی شمال غرب آفریقا تا مراکش، اندلس تصرف شد و بر متصرفات شرق اسلام افزوده شد.
به نوشتهٔ چیز رابینسون، جهاد محمد در سرزمین حجاز، الهام‌بخش اصلی فتوحات مسلمانان پس از فوت وی شد. چنان‌که فرد دانر می‌گوید فتوحات نتیجه طبیعی آموزه‌های محمد و انسجام‌بخشی سیاسی به قبایل عربستان تحت دولت اسلامی توسط وی بوده‌است. طی حدود یک دهه پس از تشکیل دولت خلافت راشدین مسلمانان موفق شدند شام، عراق و مصر را فتح کنند و سپس بر ایران چیره شدند. مسلمانان شهرهای نظامی بصره و کوفه را در عراق بنا نهادند.

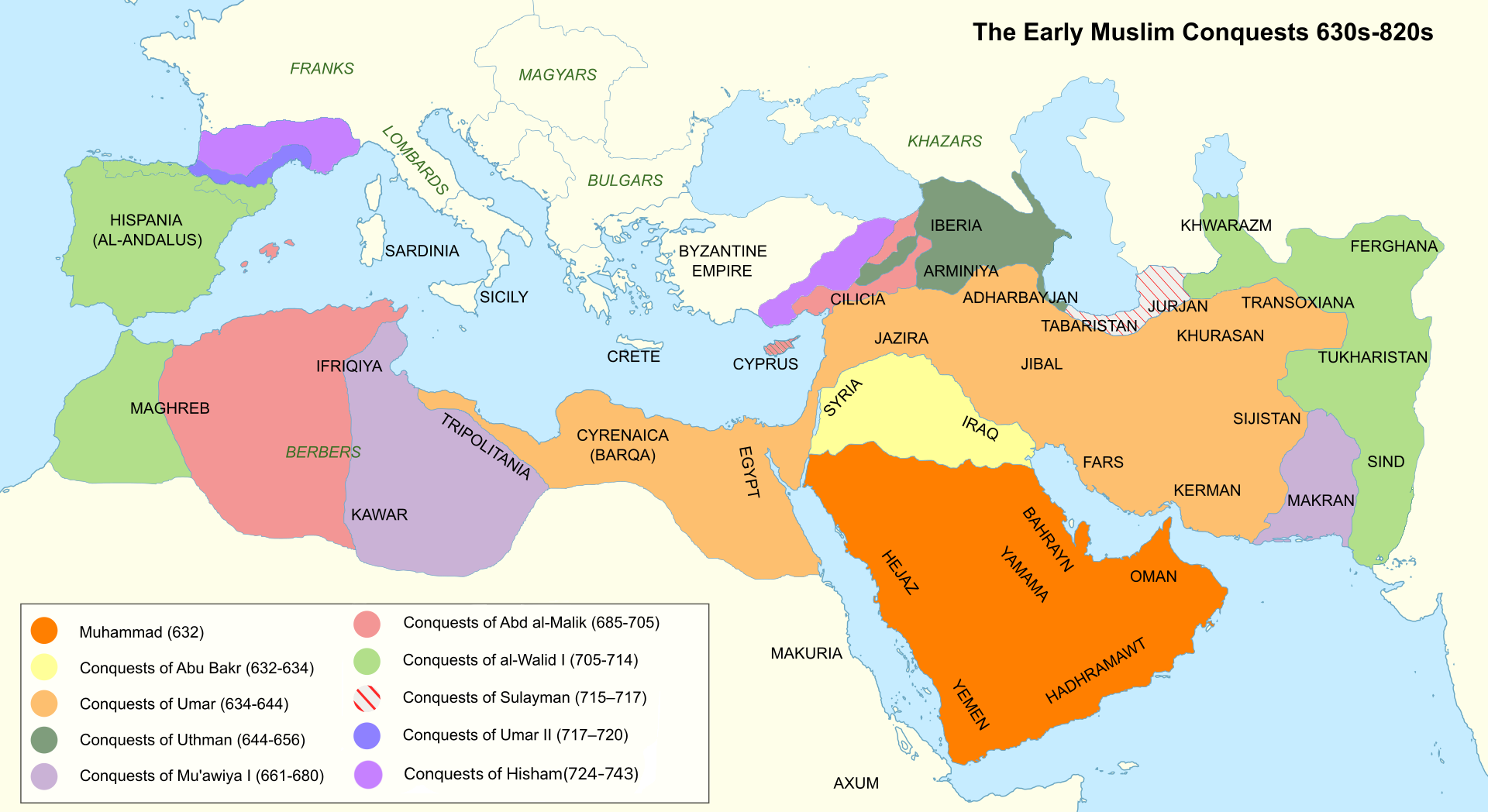

## پیشینهٔ تاریخی

### وضعیت منطقه به‌خصوص امپراتوری‌های ساسانی و روم شرقی
در طی سده‌های چهارم تا ششم میلادی، ساسانیان دولت لخمیان را از قبایل عرب حیره تأسیس کردند و در برابر آن رومیان دولت غسانیان را ایجاد کردند. در پایان سده ششم میلادی امپراتوری‌های ساسانی و بیزانس به این نتیجه رسیدند که حفظ دولت‌های وابسته عرب، یعنی لخمیان و غسانیان، به عنوان نیروهایی مسلط در برابر عرب‌های منطقه ارزشی ندارد. هرچند این دولت‌ها از بین رفتند، اما سبب شدند قبایل عرب عراق و شام کارآزموده تر، سازمان یافته تر و ثروتمندتر شوند. برخی می‌گویند اگر این دولت‌ها، در سده هفتم همچنان پابرجا بود، می‌توانست به عنوان مانعی در برابر حمله سپاه عرب مسلمان عمل کند. در مقابل، با از بین رفتن این رابطه، قبایل این منطقه که به لحاظ نظامی کارآزموده شده بودند، به امید کسب منابع مالی به صف مسلمانان پیوستند.
جنگ ۲۵ ساله ایران و روم که از ۶۰۲ تا ۶۲۸ به طول انجامید، زمینه‌ساز پیدایش خلافت اسلامی به عنوان یک امپراتوری جدید شد. این جنگ نظم سیاسی را که طی سه سده بر این منطقه حاکم بود، فروریخت و خلأ قدرتی را پدیدآورد، که در پی آن سپاهیان مسلمان عرب امپراتوری ساسانی شکست دهند و امپراتوری نوپدید خلافت را بنا نهادند. طی این جنگ ایران و روم، خسرو پرویز نخست سرزمین‌های شام و مصر را تصرف کرد، ولی در پایان، ضدحمله هراکلیتوس منجر به شکست و عقب‌نشینی ساسانیان گردید. در پی آن، خسروپرویز درگذشت و دوره‌ای چندساله از هرج و مرج سیاسی دربار ساسانیان را فراگرفت. نهایتاً، یزدگرد سوم بر تخت نشست. هرچند، سپاه امپراتوری ساسانی، در جنگ آسیب چندانی ندیده بود و همچنین موانع طبیعی شامل رودخانه‌های فرات و دجله و نیز کوه‌های زاگرس از سرزمین ایران در برابر مهاجمان دفاع می‌کرد، اما، امپراتوری ساسانی به علت اختلافات سیاسی داخلی بیش از آن ضعیف شده بود که بتواند در برابر حمله مسلمانان مقاومت کند.
این جنگ هر دو امپراتوری را فرسوده کرد و در خصوص ساسانیان، منجر به یک بحران سیاسی داخلی شد. هرچند جنگ با پیروزی روم شرقی به پایان رسید، اما امپراتوری روم نیز وضع بهتری نداشت. برخی از ثروتمندترین مناطق این امپراتوری، یعنی شام و مصر، طی دو دهه تحت اشغال بودند. همچنین، مردمان این سرزمین‌ها دیگر امپراتوری روم را به عنوان یک ضرورت اجتناب ناپذیر زندگی نمی‌دیدند. به علاوه، امپراتوری ذخایر ثروتش را در خلال جنگ هزینه کرده بود و دیگر منبعی برای تأمین مالی قوا در برابر سپاه مسلمانان نداشت.

### پیدایش دولت اسلامی در عربستان
محمد احتمالاً بین ۵۶۷ تا ۵۷۳ م که مقبول‌ترین سال، ۵۷۱ میلادی است متولد شد.
به باور مسلمانان محمد در یکی از شب‌های سال ۶۱۰. م، به پیامبری رسید. بنابر زندگی‌نامهٔ ابن اسحاق، محمد تا سه سال دین تازهٔ خود را پنهانی تبلیغ می‌کرد. پس از آن محمد دینش را به صورت علنی تبلیغ کرد. طی ۱۳ سال دعوت در مکه، تعداد اندکی به اسلام گرویدند که با مخالفت برخی قبیله‌های قریش روبه‌رو شدند و با آنان با خشونت رفتار می‌شد. محمد برای رهایی از آزار و اذیت‌ها به همراه پیروان خویش، در سالی که بعدها مبدأ تقویم هجری خورشیدی و قمری شد، به شهر یثرب (که بعدها مدینةالنبی نامیده شد)، هجرت کرد. او در مدینه توانست قبایل در حال جنگ اوس و خزرج را متحد کند. وی بر پایه مسلمانان مهاجر مکه و یهودیان مدینه با عقد میثاق مدینه جامعه و دولتی نوین با نام امت تأسیس کرد. این پیمان مفهوم ساختار اجتماعی امت را به عنوان اجتماعی یکسان از مؤمنان تعریف می‌کند که دربردارندهٔ یهودیان نیز می‌شد؛ اما غیریکتاپرستان مدینه را دربرنمی گرفت. سپس بین مسلمانان با قبایل مکه و هم‌پیمانان آن‌ها جنگ درگرفت و سرانجام پس از هشت سال جنگ با مکه، محمد به همراه پیروانش که تا آن زمان به بیش از ده هزار نفر بالغ شده بودند، شهر زادگاهش را فتح کرد. به تدریج و به‌خصوص پس از فتح مکه از طریق جنگ و عمدتاً معاهده حجاز و مناطق شرقی و جنوبی شبه جزیره عربستان را فتح کرد و بیشتر مردم شبه جزیره عربستان به اسلام گرویدند و امت اسلام به کل این سرزمین گسترش یافت.
از سوی دیگر، از سال پنجم هجری، محمد لشکرکشی به سمت شام را آغاز کرد. نخستین هدف دومة الجندل در میانه راه مدینه و دمشق بود. در سال نهم هجری، وی خالد بن ولید را با سپاهی به آن سو فرستاد که دومةالجندل و تبوک را فتح کرد. طبق روایات تاریخی مسلمانان، محمد از سال ۶ و ۷ هجری نامه‌هایی را برای سران حکومت‌های همسایه شامل هراکلیتوس، امپراتور بیزانس، نجاشی شاه حبشه، خسرو پرویز شاهنشاه ساسانی و چند تن دیگر فرستاد و آن‌ها را دعوت به دین اسلام کرد. اما همگی این دعوت را رد کردند. بیشترین تاریخ‌پژوهان مدرن این اقدامات را منشأ فتوحات بعدی مسلمانان می‌دانند، که در زمان خلافت راشدین رخ داد.

### جانشینی محمد
محمد ده سال پس از هجرت، و چند ماه پس از بازگشت از حجةالوداع، بیمار شد و ظهر روز دوشنبه در ۲۸ صفر سال ۱۱ مصادف با ۷ ژوئن سال ۶۳۲م در خانهٔ همسرش عایشه در شهر مدینه در حالی که ۶۳ سال داشت درگذشت. گروهی از مردم به سقیفه بنی ساعده رفتند تا در مورد جانشینی محمد گفتگو کنند. این امر درحالی بود که، علی به همراه طلحه و زبیر و جمعی از خویشان و صحابهٔ محمد، مشغول خاکسپاری‌اش بودند، نتیجه گردهمایی مسلمانان در سقیفه، انتخاب ابوبکر به‌عنوان جانشین محمد بود. گروهی از انصار در سقیفه بنی ساعده از سعد بن عباده حمایت می‌کردند، اما مهاجران این را نپذیرفته و خود را از لحاظ خویشاوندی نزدیک‌تر به محمد می‌دانستند. در میان مهاجران عده‌ای نیز به رهبری علی و شامل زبیر، طلحه، عباس بن عبدالمطلب، مقداد، سلمان فارسی، ابوذر غفاری و عمار بن یاسر، علی را وارث مشروع محمد می‌دانستند. پوناوالا معتقد است تاریخ‌نگاران مسلمان اتفاق نظر دارند که بحران موجود در این برهه، توسط سه تن از مهاجران مشهور به نام‌های ابوبکر و عمر و ابوعبیده جراح برطرف گردید. آنان انصار را جمع کرده و با رهبری بحث و مناظره ابوبکر را به عنوان خلیفه برگزیدند. حسادت بین دو قبیلهٔ مهم انصار به نام اوس و خزرج و عدم فعالیت بنی‌هاشم در تبلیغ نظرشان، موفقیت این سه تن را تسهیل نمود.
این انتخاب باعث اختلاف بین هواداران ابوبکر و طرفداران علی شد. طرفداران علی قائل بودند که علی توسط شخص محمد به جانشینی منصوب شده‌است و بنابراین مقام خلافت باید از آن وی باشد. علاوه بر آن، طبری در تاریخ خود نقل کرده‌است که گروهی از مخالفان ابوبکر از جمله زبیر در خانهٔ فاطمه گرد آمدند و عمر با تهدید به آتش زدن خانه، آن‌ها را بیرون کشاند. علی بعداً مکرر می‌گفت که اگر چهل یاور داشت قیام می‌کرد. به نوشته پوناوالا علی و بنی‌هاشم تا پیش از مرگ فاطمه (حدود شش ماه) از بیعت با ابوبکر سر باز زدند. علی بر روی حقش پافشاری ننمود، چرا که تمایل نداشت امت نوپای اسلام دچار کشمکش گردد.
بدین ترتیب به تدریج نهاد خلافت پدید آمد که در خارج از جهان اسلام معادلی ندارد. خلیفه از منزلت رهبری و حق گزینش زمامداران برخوردار بود. انتصاب به خلافت نوعی قرارداد بود که تعهدات متقابلی را بین خلیفه و اتباع وی (امت) پدید می‌آورد.

## عصر خلفای راشدین
در زمان ابوبکر پس از سرکوبی مخالفان در جزیره العرب قسمتی از عراق (از ساسانیان) و هم‌زمان قسمتی از شام (از روم شرقی) به تصرف مسلمانان درآمد و فلسطین به دست مسلمانان درآمد؛ و دمشق محاصره شد.
در روزهای پس از پیروزی ابوبکر در جنگ‌های رده، مثنی بن حارث شیبانی از مدینه بازدید کرد، او یکی از رهبران عرب‌ها بود که با ایرانیان (ساسانیان) در عراق به مبارزه می‌پرداخت و از ابوبکر پشتیبانی طلبید. ابوبکر به او جواب مثبت داد و به کمکش شتافت و خالد بن ولید را برای اولین حملهٔ نظامی به خارج شبه جزیرهٔ عربستان فرستاد. خالد بن ولید از یمامه با دوهزار عرب خارج شد که هشت هزار عرب دیگر در ربیعه و مضربه به او اضافه شد. در محرم سال ۱۲ه‍.ق خالد بن ولید به سوی عراق روانه شد، هنگامی که به عراق رسید جنگ بین قبیله‌های عرب با ایرانیان شدت گرفت در این میان تعدادی از عرب‌های عراق به ارتش مسلمانان پیوستند. آنگاه طی مجموعه‌ای از نبردها در سال ۶۳۳ سپاه مسلمان به فرماندهی خالد بن ولید در نواحی مرزی ساسانیان در کرانه فرات بر ساسانیان و عرب‌های متحدان آن‌ها پیروز شد و سرزمین‌های غربی فرات و به‌خصوص حیره را فتح کرد.
نخستین نبرد خالد در مقابل ارتش ساسانی به فرماندهی «هرمز» در نبرد زنجیر بود. مسلمانان در این نبرد پیروز می‌شوند و خالد به المثنی دستور می‌دهند که باقی‌مانده سپاه شکست خورده ساسانی را تعقیب کند. هنگام تعقیب نیروهای کمکی به سپاه ساسانی پیوستند اما دوباره در نبرد ثنی از دست مسلمانان شکست خوردند. ساسانیان با هم‌پیمانان عرب خود از قبیله بنی بکر بن وائل با سپاه مسلمانان وارد نبرد ولجه شدند. خالد با استفاده از حرکت گازانبری آنان را شکست داد. سپاه ساسانی پس از تجدید قوا وارد نبرد نبرد الیس با مسلمانان شدند. این نبرد چون مدت زمان زیادی به طول انجامید خالد با خدای خود نذر کرد که رودی از خون سپاه ساسانی به راه بیندازد لذا پس از پیروزی همهٔ اسیران را گردن زد.
برای استحکام پایه‌های پیروزی مسلمانان به حیره پایتخت عراق رفتند و آنجا را محاصره کردند و مردم آنجا قبول کردند که به مسلمانان جزیه بپردازند. پس از حیره خالد به استان انبار رفت. مردم این شهر دور خود گودال حفر کردند. خالد با بررسی گودال (خندق) در تنگ‌ترین قسمت چند شتر قربانی انداخت و از گودال عبور کرد و آنجا را به تسخیر خود درآورد. خالد به سوی عین التمر رفت و در آنجا با سپاهی از ایرانیان و متحدان عربشان از طائفه بنی النمر بن قاسط و تغلب مواجه شد و در نبرد عین‌التمر بر آن‌ها پیروز شد.
در زمان عمر تصرفات ادامه یافت و دمشق به‌طور کامل فتح شد و در ۱۵ قمری بعلبک و حمص با صلح گشوده شد. پس از آن یرموک فتح گردید. سپس در ۱۶ قمری بیت‌المقدس به محاصره درآمد و با مسالمت و با طی صلح‌نامه با نصاری با حضور عمر به‌دست مسلمانان درآمد. یزید بن ابوسفیان و پس از مرگ او معاویه حاکم شامات بودند. در زمان معاویه نیز تصرفات شامات ادامه داشت.
در زمان عمر به پیشنهاد عمرو عاص که با مصر آشنا بود مسلمانان به فتح مصر شتافتند. مصر زیر سلطه رومیان بود. اسکندریه و مصر در ۲۰ ق فتح شدند؛ و شهر فسطاط در آنجا تأسیس شد.
در زمان عمر به ادامه فتوحات عراق و سپس ایران نیز پرداخته شد. ابوعبید ثقفی مأمور اینکار بود. پیشتر حیره عراق (از حاکمیت ایران) در دست مسلمانان افتاده بود. ابوعبیده از رود فرات گذشت. اما در نبرد یوم الجسر (۱۳ قمری) از ایرانیان که مجهز به فیل سواران به فرماندهی بهمن جادویه بودند شکست خورد. یکسال بعد در جنگ نزدیکی فرات ایرانیان به فرماندهی مهرویه همدانی شکست خوردند؛ و اعراب به تصرف در عراق از جمله بغداد که آبادی کوچکی بود پرداختند. عمر عتبة بن غزوان را به جنوب عراق راهی کرد؛ و به بصره امروزی رسید که مرزبانی ایرانیان بود؛ و ابله (بندر یا مدخل عراق) از نواحی بصره در ۴ فرسنگی آن را تصرف کرد. دو جبهه برای تصرف ایران پدید آمد کوفه برای میانه ایران و بصره برای جنوب ایران. شهر بصره نیز این‌گونه شکل گرفت. ایرانیان سپاهی عظیم با فرماندهی رستم فرخ زاد (فرمانده نیروهای ایرانی در آذربایجان) ترتیب دادند. مسلمانان فرماندهی عمر در جنگ را به دلیل حفظ کیان اسلامی رد کردند، علی هم خود آن را نپذیرفت و سعد بن ابی وقاص به فرماندهی برگزیده شد. پیشنهاد مسلمانان «پذیرفتن اسلام، پرداخت جزیه یا تن دادن به جنگ» بود. جنگی بزرگ در ۱۶ قمری پیش‌آمد که به شکست ایرانیان انجامید و قادسیه (شهرکی در ۵۰ مایلی کوفه) نام داشت. ایرانیان تا تیسفون (مداین) عقب رفتند. در این زمان به خواست سعد کوفه (دارالهجرة) تأسیس شد. سپس تیسفون پایتخت ساسانیان و سپس جلولا فتح شد؛ و یزدگرد به کوهستان‌های غربی و قصرشیرین و سپس جبال گریخت. ابوموسی اشعری در جنوب از بصره به سمت اهواز پیش رفت؛ و بحرین در آغاز خلافت عمر به‌دست مسلمانان افتاده بود. هرمزان مأمور دفاع از جنوب ایران بود و در شوشتر مستقر بود. عمار یاسر جایگزین سعد بود به ابوموسی پیوست؛ و شوشتر فتح شد. ادامه تصرفات از جمله شوش را ابوموسی انجام داد. اسلام همچنان از خطر رومیان از جانب شام و حبشی‌ها از جانب یمن در امان نبودند و از آنجا هم غفلت نداشتند. یزدگرد در قم بود و ایرانیان سپاهی تجهیز کردند و اعراب هم با فرماندهی نعمان بن مقرن سپاه تجهیز کرد و جنگ میانی (فتح الفتوح در ۲۰ قمری) را برای فتح نهاوند ترتیب دادند که (مسلمانان) پیروز شدند. تا این زمان تمام عراق از جمله شمال آن تصرف شده بود. در زمان خلیفه دوم ادامه فتوحات تا خراسان و سیستان رسیده بود.
در دوران خلافت عثمان، فتوحات در شرق و غرب ادامه یافت؛ و به سرکوب شورش‌ها نیز اقداماتی می‌شد. مردم ری (۲۵ ق) و آذربایجان شورش که کردند مسلمانان دوباره آنجاها را گشودند. در ۲۹ ق مردم فارس و اصطخر شورش کرده و مسلمین دوباره این منطقه را فتح کردند گفته شده در سال ۳۰ سپاهیان عرب برای اولین بار به طبرستان (گرگان) را گشودند. عبدالله بن عامر سردار مسلمانان در ۳۰ ق نیشابور را تصرف کرد؛ و سپس نواحی خراسان چون: هرات، فاریاب، بادغیس را گشود. یزدگرد که به خراسان گریخته بود ۳۱ قمری در آسیابی در حوالی مرو کشته شد. در ۳۱ ق بعضی خراسانیان و کرمانیان و سیستانیان (سیستان در عهد عمر فتح شده بود) شورش کردند و مجدداً گشوده گردیدند. گفته شده در سال ۳۲ قمری عرب‌ها از اهل خزر و ترک شکست خوردند. اعراب زیادی در ایران به‌خصوص خراسان ساکن شدند. تنها منطقه‌ای که بیش از دو قرن گشودن آن به درازا کشید، مناطق شمال و شمال غرب ایران (مازندران و گیلان) که هیچ وقت تسلیم اعراب نشدند بود. این مناطق، از طرف غرب به قفقاز و از طرف شرق به گرگان منتهی می‌شد. بخش شرقی تر آن از همان قرن نخست گشوده شد. پس از مصر در دوره عمر، شمال آفریقا همراه با قسمتی از اندلس به تدریج تا ۲۷ ق فتح شد. شورش مردم اسکندریه خاموش شد. اولین نیروی دریایی مسلمین روانه قبرس شد و مسلمانان در آن منطقه نفوذ کردند. در غرب اسلامی، مهم‌ترین هدف مسلمانان، پیشروی در آسیای صغیر و گرفتن قسطنطنیه پایتخت دولت بیزانس بود. در دوره عثمان، یک بار مسلمانان تا تنگه داردانل نیز پیش رفتند و با بیزانسی‌ها به جنگ پرداختند. این زمان، گستره حکومت اسلامی خود در شرق تا سیستان و خراسان بود. در شمال غرب ایران، شامل آذربایجان و ارمنستان، و در غرب شامل تمامی آنچه شامات نامیده می‌شد، بود، یعنی اردن، سوریه، فلسطین، لبنان و مصر. این مناطق پیش از آن زیر سلطه دولت بیزانس (روم شرقی) بود. مردمان این مناطق، بخشی عرب و بخشی رومی بودند. پس از اسلام، ترکیب جمعیتی این دیار به سود اعراب چرخید و فرهنگ عربی به جز برخی از اقلیت‌های قومی-مذهبی، در این مناطق غالب گردید.
علی با رسیدن به خلافت کوفه را مرکز خلافت ساخت که در میانه جهان اسلام قرار داشت و و برای حفظ ثغور اسلامی اهمیت نظامی و سیاسی فوق‌العاده داشت؛ و از سویی تصرف آن توسط مخالفان داخلی علی چون معاویه و اصحاب جمل برای خلافت شکست بزرگی بود. فتوحات در زمان علی برای اصلاح وضع داخلی متوقف گردید و معاویه برای رویارویی با علی با رومیان از در آشتی درآمد.
از جمله شخصی را به نام خلید بن قره را به خراسان اعزام داشت. وقتی نامبرده به نیشابور رسید آگاه شد که از طرف بازماندگان کسری، که در آن زمان در کابل افغانستان می‌زیستند، تحریکاتی به عمل آمده و مردم آنجا را به خروج و مخالفت بر حکومت اسلامی وادار کرده‌اند. فرماندار علی با نیروهایی که در اختیار داشت به قلع و قمع آنان پرداخت و گروهی را اسیر کرد و روانه کوفه ساخت.

## عصر امویان
در عهد خلافت معاویه، فتوح اسلامی ادامه یافت؛ معاویه برای خلافت خود لشکری پدید آورد، و آداب لشکری رومی‌های شام را اقتباس نمود. در عهد خلافت وی، مسلمانان قبرس را فتح کردند و تا نزدیکی قسطنطنیه پیش رفتند. در زمان ولید بن عبدالملک، مسلمانان به ماوراءالنهر حمله بردند و سمرقند را فتح کردند و پادشاه چین را هم به پرداخت جزیه واداشتند. پس از آن، محمد بن قاسم ثقفی به دستور حجاج بن یوسف، مولتان و پنجاب را فتح نمود.
پس از درگذشت علی و خلافت معاویه درگیری با رومیان به‌طور مستمر بود و در ۴۹ قمری مسلمانان تا پشت دیوارهای قسطنطنیه پیش رفتند. در ادامه تصرف آفریقا سودان نیز فتح شد و شهر قیروان هم بنا نهاده شد. در شرق اسلامی نیز تا بخارا و سمرقند و هند و سند و غور پیش رفتند. از این زمان به بعد، نمی‌توان فتح بزرگی را برای مسلمین یافت، زیرا از یک طرف رومیان با جسارت بیشتری آماده مقابله بودند و از طرف دیگر دوری مناطق جنگی، به ویژه شرق اسلامی، مانع از آن بود که مسلمین بتوانند اقدامات جدی برای فتح آن دیار انجام دهند. به تدریج مشکلات این فتوحات، و درگیری‌های قبیلگی عرب‌ها در سرزمین‌های فتح شده -مانند خراسان- مانع از تجهیز نیروی زیاد برای ادامه فتوحات گردید. ارتدادهای مکرر در مناطق فتح شده، قوت و نیرو را از اعراب مسلمان گرفت. شورش‌های درونی کشور اسلامی، مانند حرکات خوارج و مخالفت‌های شیعی و غیره، عامل دیگری در تضعیف حکومت مرکزی بود.

## فتوحات اسلام در اسپانیا
مسلمانان در نیمه دوم قرن هفتم میلادی به فتح اسپانیا روی آوردند؛ عرب‌ها پس از فتح اسپانیا نام اندلس را بر آن نهادند.
پس از فروپاشی حکومت امویان اندلس، پادشاهی مسیحی اسپانیا به وجود آمد. در زمان پادشاهی فیلیپ دوم، بسیاری از مسلمانان اسپانیا اخراج و تبعید شدند (اخراج موریسکوها).

## عصر عباسیان
در سال ۴۲۱ هجری، حاکمان محلی عباسیان لشکرکشی‌های گسترده و پیاپی به هندوستان آغاز کردند؛ این کار از زمان سبکتکین شروع شد و در زمان محمود غزنوی به اوج خود رسید. دستگاه خلافت عباسی، این حملات را نوعی جهاد برای گسترش اسلام تلقی می‌نمود؛ با فتح هند راه برای گسترش اسلام در هند گشوده شد و معابدی چون معبد سومنات ویران گشت.
در سال ۴۶۳ هجری (۱۰۶۸ میلادی)، الب‌ارسلان، با روم شرقی و امپراتوری بیزانس به جنگ پرداخت. امپراتور بیزانس، خواستار پس گرفتن سرزمین‌های تصرف‌شدن توسط سلجوقیان در آسیای ضغیر بود. در نبرد ملازگرد، سپاه بیزانس شکست خورد و امپراتور بیزانس به اسارت درآمد. پس از شکست ملازگرد، اسلام در بیزانس گسترش یافتٰ و حکومت سلجوقیان در روم تثبیت گشت.

## فتوحاتعثمانیان
در زمان سلطان محمد فاتح، قسطنطنیه به تصرف مسلمانان درآمد؛ از آن پس قسطنطنیه، اسلامبول نامیده شد و سپس به استانبول تغییر نام داد. البته پس از تصرف قسطنطنیه جانشینان سلطان محمد فاتح به خصوص سلطان سلیمان قانونی راه او را ادامه دادند و در اروپا فتوحات مهمی از جمله مجارستان، صربستان و… به‌دست آوردند.

## نقطه افول فتوحات
شاید بتوان به جرئت گفت که نقطه افول فتوحات مسلمانان شکست در نبرد بلاط الشهدا یا نبرد تور در فرانسه است. نبردی که گویا نقطه پایان نفوذ مسلمانان در اروپا است. اگرچه بعدها در عصر عثمانیان مسلمانان توانستند به وین و مجارستان هم دست پیدا کنند ولی می‌توان شکست در نبرد تور را نقطه افول موج اول فتوحات اسلامی نامید.